# نه عقب‌نشینی، نه تسلیم
نه عقب‌نشینی، نه تسلیم (به انگلیسی: No Retreat, No Surrender) یک فیلم رزمی آمریکایی به کارگردانی کری یوئن با بازی کورت مک‌کینی و ژان-کلود ون دام است. این فیلم در ۲۰ اکتبر ۱۹۸۵ در ایتالیا و در ۲ می ۱۹۸۶ در ایالات متحده اکران شد. مک‌کینی در نقش جیسون استیلول، یک نوجوان آمریکایی که هنرهای رزمی را از روح بروس لی می‌آموزد، بازی می‌کند. استیل ول از این درس‌ها برای دفاع از دوجوی هنرهای رزمی خود در برابر رزمی‌کار شوروی ایوان کراشینسکی (ون دام) استفاده می‌کند.
پس از اکران، فیلم نقدهای منفی دریافت کرد، با تمرکز بر داستان، که بسیاری از منتقدان آن را بسیار شبیه به فیلم‌های بچه کاراته‌کار، آخرین اژدها و راکی ۴ دانستند.

## داستان
جیسون، یکی از طرفداران بروس لی، مربی کاراته/پدرش را می‌بیند که توسط اراذل و اوباش هنرهای رزمی مورد ضرب و شتم قرار گرفته است. آنها به سیاتل نقل مکان می‌کنند، جایی که او پس از تحقیر، با روح بروس لی تمرین می‌کند تا بتواند از خود و دیگران در برابر اراذل و اوباش دفاع کند.

## بازیگران
- کورت مک‌کینی در نقش جیسون استیلول
- ژان کلود ون دام در نقش ایوان کراشینسکی
- کیم تای-چونگ در نقش روح بروس لی

## ساخت
- صحنه‌ای که کرت مک‌کینی در حال انجام فشارهای دو انگشتی بود با سیم هایی فیلمبرداری شد تا مک کینی را بالا و پایین بکشد. درختان در پس زمینه سیم را می‌پوشانند.

- صحنه‌هایی با روح بروس لی با کیم تای چونگ و کرت مک‌کینی که به زبان‌های مختلف صحبت می‌کردند فیلمبرداری شد. صدای کیم بعدا به انگلیسی دوبله شد. بازیگران پشت دوربین کارت‌های نشانه را می‌خواندند و نمی‌دانستند به یکدیگر چه می‌گویند‌.

- در اولین سکانس مبارزه، ژان کلود ون دام از روی شانه یک شرور دیگر پرید تا یک ضربه پرنده اجرا کند. قرار بود به بالای سینه تیموتی دی بیکر برخورد کند، اما ون دام بارها به صورت، زانو و گلوی بیکر ضربه زد. بیکر بعداً در شکایتی که توسط جکسون راک پینکنی تنظیم شد به عنوان شاهد شخصیت علیه ون دام ظاهر شد و ادعا کرد که ضربات ضعیف عمدتاً به دلیل بی دقتی ون دام بوده است و حتی پس از اینکه کوری یوئن به ون دام گفت بیشتر مراقب باشید این ضربات ادامه یافت.

## دنباله‌ها
- نه عقب‌نشینی، نه تسلیم ۲ (۱۹۸۷)
- نه عقب‌نشینی، نه تسلیم ۳ (۱۹۹۰)